# الألعاب الأولمبية الشتوية 1980

شعار الألعاب الأولمبية الشتوية 1980.

أولمبياد لايك بلاسيد الشتوي هي دورة الألعاب الأولمبية الشتوية التي أقيمت في ليك بلاسيد بولاية نيويورك عام 1980.